# Eugeosynklina
Eugeosynklina – geosynklina lub część geosynkliny (strefa eugeosynklinalna). Podłużne zagłębienie w skorupie ziemskiej (na podłożu skorupy oceanicznej lub kontynentalnej), w którym gromadzą się osady, odznaczająca się obecnością działalności wulkanicznej zwłaszcza wulkanizmu początkowego. Dominującą cechą jest duża i zmienna głębokość oraz rozciągłość, przy stosunkowo małej szerokości. 
Mogła powstać w obrębie kontynentu bądź morza przybrzeżnego (szelfowego), a być może też oceanu. W trakcie sedymentacji osady i utwory wulkaniczne były ściskane i deformowane, a później wydźwignięte tworząc łańcuch górski. Towarzyszyły temu zjawiska wulkaniczne i plutoniczne.̼